# Anexaireta hyacinthina
Anexaireta hyacinthina är en tvåvingeart som först beskrevs av Jacques-Marie-Frangile Bigot 1879.  Anexaireta hyacinthina ingår i släktet Anexaireta och familjen vapenflugor. Inga underarter finns listade i Catalogue of Life.